# Gebhard
Gebhard – imię męskie pochodzenia germańskiego. Wywodzi się od połączenia słów geb i hard oznaczających "podarunek" i "dzielny, hardy". Nosił je m.in. X-wieczny biskup, Gebhard z Salzburga.
Gebhard imieniny obchodzi 27 sierpnia.